# Alcippe davidi
Az Alcippe davidi a madarak osztályának verébalakúak (Passeriformes) rendjébe és a Pellorneidae családjába tartozó faj.

## Rendszerezése
A fajt Styan írta le 1896-ban, a szürkearcú alcippe (Alcippe morrisonia) alfajaként Alcippe morrisonia davidi néven.

## Alfajai
- Alcippe davidi davidi Styan, 1896
- Alcippe davidi schaefferi La Touche, 1923[2]

## Előfordulása
Délkelet-Ázsiában, Kína és Vietnám területén honos. A természetes élőhelye a szubtrópusi vagy trópusi síkvidéki esőerdők, bambuszosok és bozótosok.

## Megjelenése
Testhossza 14-15  centiméter.

## Életmódja
Kisebb rovarokkal, magvakkal és bogyós gyümölcsökkel táplálkozik.

## Szaporodása
Fészekalja 2-4 tojásból áll.